# A Vida com Logan
A Vida com Logan é uma  webcomics do quadrinista Flavio Soares. A tira foi inspirada no cotidiano do autor com seu filho, Logan, que tem síndrome de Down e é publicada semanalmente na internet desde 2009. Em 2013 foi lançado pela Panda Books um livro baseado nas tiras com uma história em quadrinhos inédita. No ano seguinte, foi publicada a primeira coletânea das tiras pela Jupati Books, no livro A Vida com Logan - para ler no sofá, que foi financiado via crowdfunding na plataforma Catarse. Este livro ganhou o Troféu HQ Mix no ano seguinte na categoria "melhor publicação de tiras". Em 2015 também foi lançada a segunda coletânea, chamada A Vida com Logan - o mundo em nosso quarto.